# رادوسلاف رادولوفيتش
رادوسلاف رادولوفيتش (بالصربية: Радослав Радуловић)‏ هو لاعب كرة قدم صربي في مركز الدفاع، ولد في 19 نوفمبر 1972 في بانيا لوكا في البوسنة والهرسك. لعب مع راد بيوغراد ونادي لاردة.